# 井野駅 (群馬県)

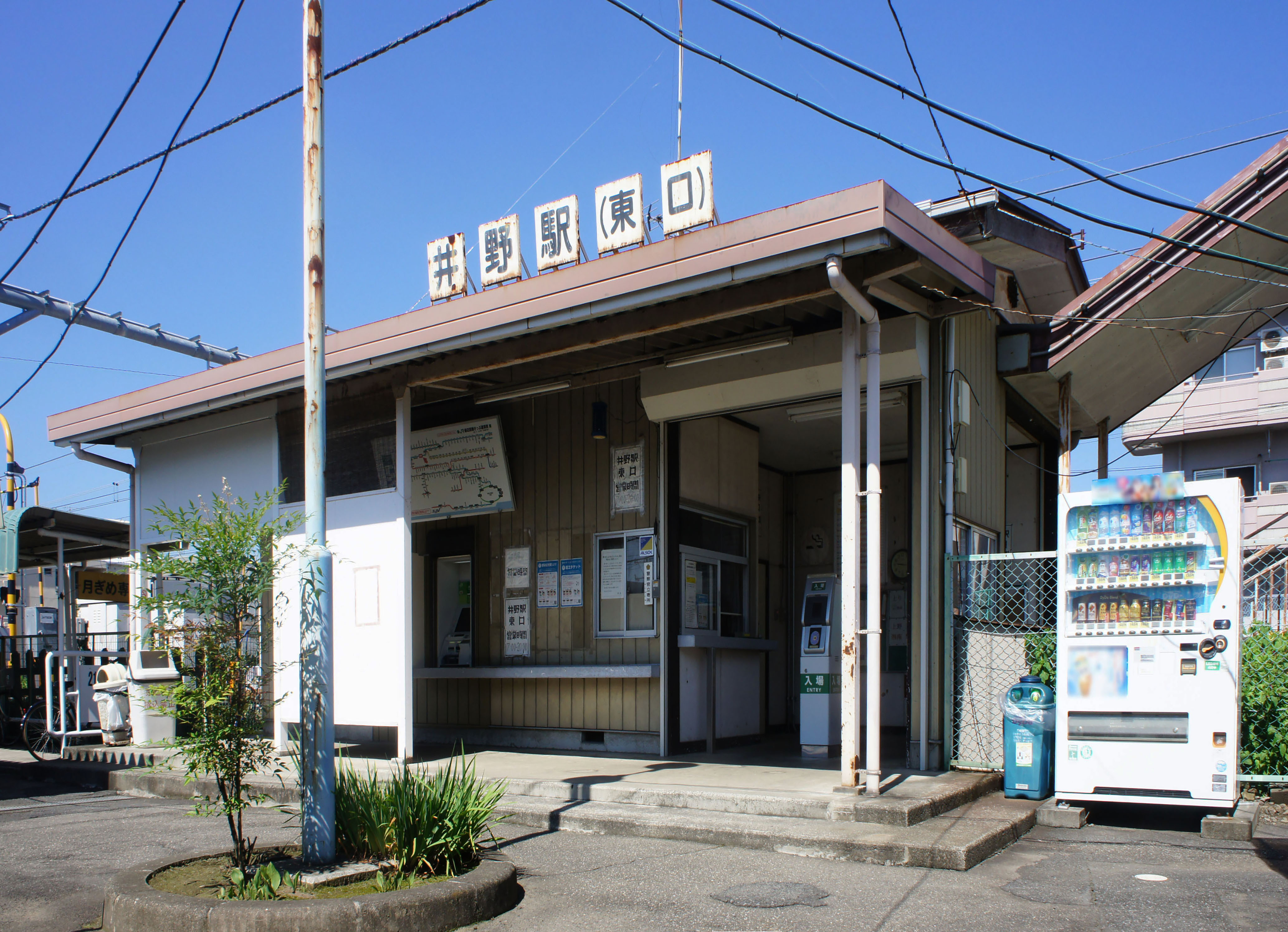
東口（2021年7月）

井野駅（いのえき）は、群馬県高崎市井野町にある、東日本旅客鉄道（JR東日本）上越線の駅である。
上越線に乗り入れる吾妻線と両毛線の列車も停車する。

## 歴史
- 1944年（昭和19年）10月11日：信号場として開設[1]。
  - 本区間は上越線開業以降上越線と両毛線の単線を並列させた重複区間となっていたが、上越線側（現下り線）のみに交換設備を設置。
- 1948年（昭和23年）12月25日：両毛線側（現上り線）のみにホームを設置し旅客取り扱い開始[1]。
- 1957年（昭和32年）12月20日：信号場から駅に変更。現下り線にホームを設置[1]。
  - 同時に高崎 - 新前橋間の重複を解消し、上越線の所属に変更。また、単線並列から複線に変更。
- 1987年（昭和62年）4月1日：国鉄分割民営化により、JR東日本の駅となる[2]。
- 2001年（平成13年）11月18日：ICカードSuica供用開始。
- 2003年（平成15年）7月13日：西口に自動改札機を設置。
- 2021年（令和3年）11月30日：みどりの窓口の営業を終了[3]。
- 2022年（令和4年）3月19日：西口新駅舎利用開始、旧駅舎使用停止[4]

## 駅構造
相対式ホーム2面2線を有する地上駅。互いのホームは跨線橋で連絡している。ホームの有効長は、上野方面発着の10両編成の列車が一部時間帯に停車するため、10両編成分を確保している。
高崎駅が管理し、JR東日本ステーションサービスが業務を受託する業務委託駅。西口は自動改札機設置。東口は簡易Suica改札機設置。
エスカレーターやエレベーターは設置されていない。

### のりば
| 番線 | 路線             | 方向 | 行先                       |
| ---- | ---------------- | ---- | -------------------------- |
| 1    | ■ 上越線         | 下り | 渋川・長岡方面             |
| 1    | ■ 吾妻線         | 下り | 長野原草津口・大前方面     |
| 1    | ■ 両毛線         | 下り | 前橋・小山方面             |
| 2    | ■ 上越線         | 上り | 高崎・東京・新宿・横浜方面 |
| 2    | ■ 湘南新宿ライン | 上り | 高崎・東京・新宿・横浜方面 |
| 2    | ■ 上野東京ライン | 上り | 高崎・東京・新宿・横浜方面 |

（出典：JR東日本:駅構内図）
- 実際の案内標ではラインカラーの区別や路線別に分けた表記はせず、コーポレートカラーの緑（■）を用いて方向別に一括して表記している。

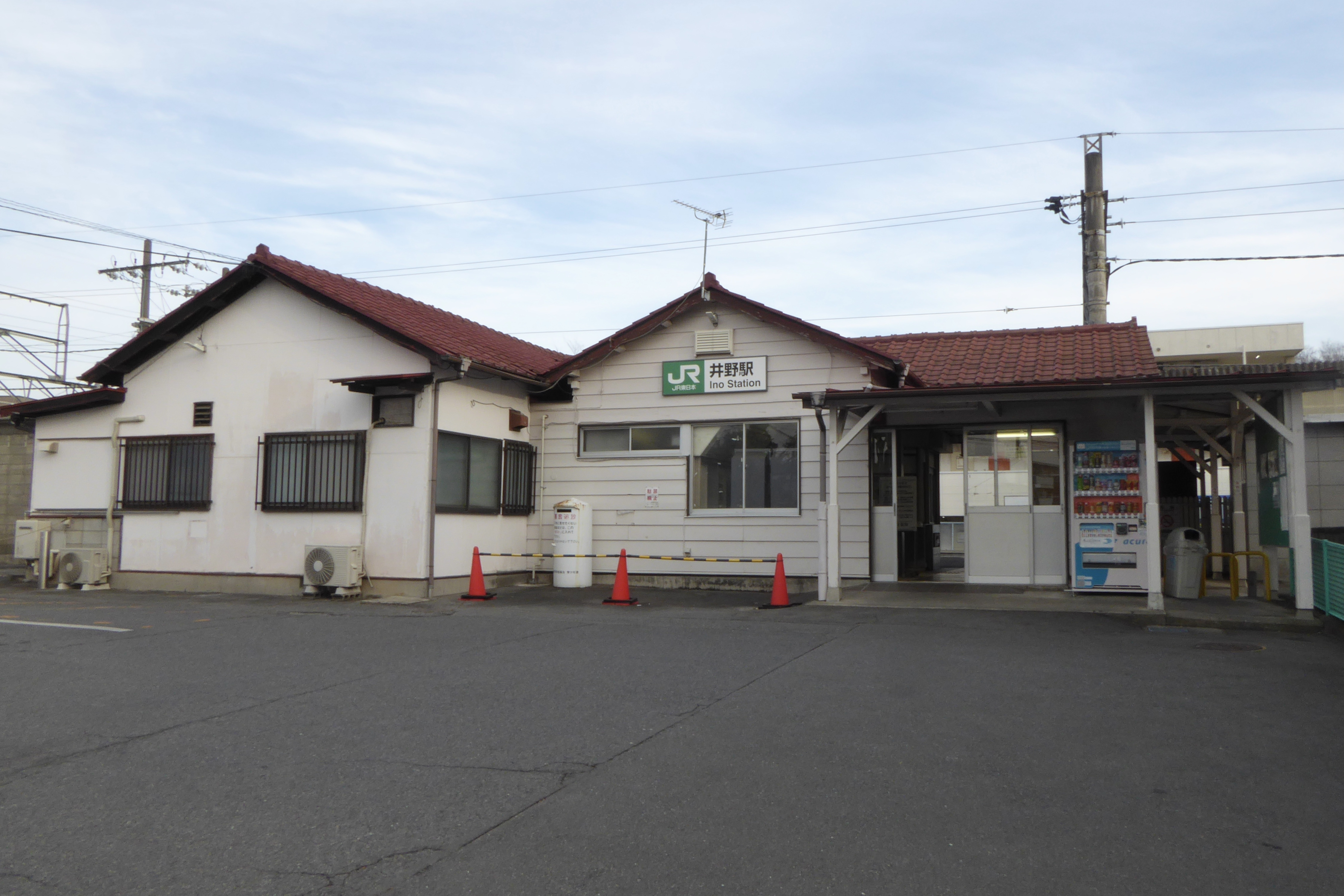
改良前の西口（2020年12月）
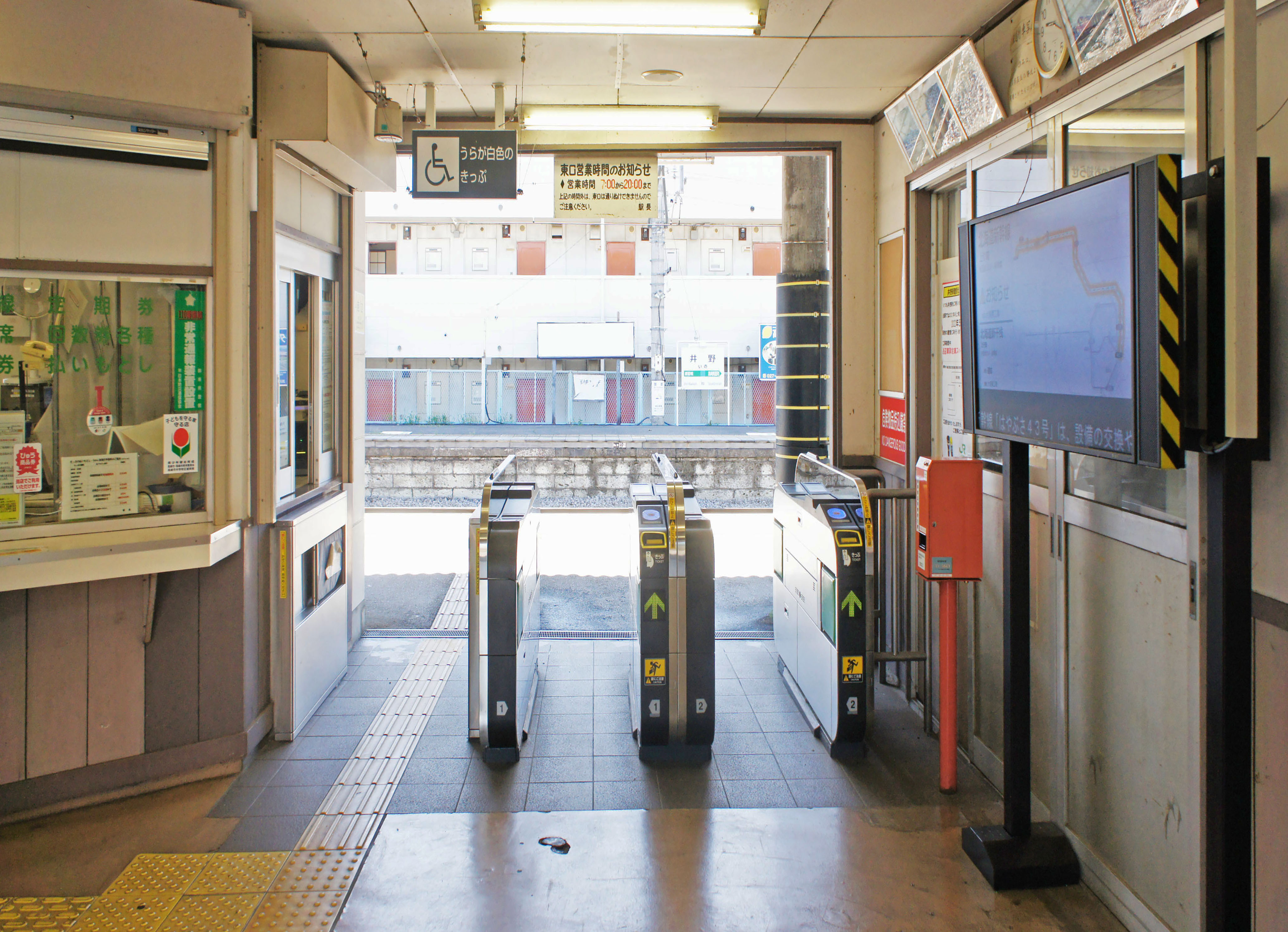
改良前の西改札口（2021年7月）
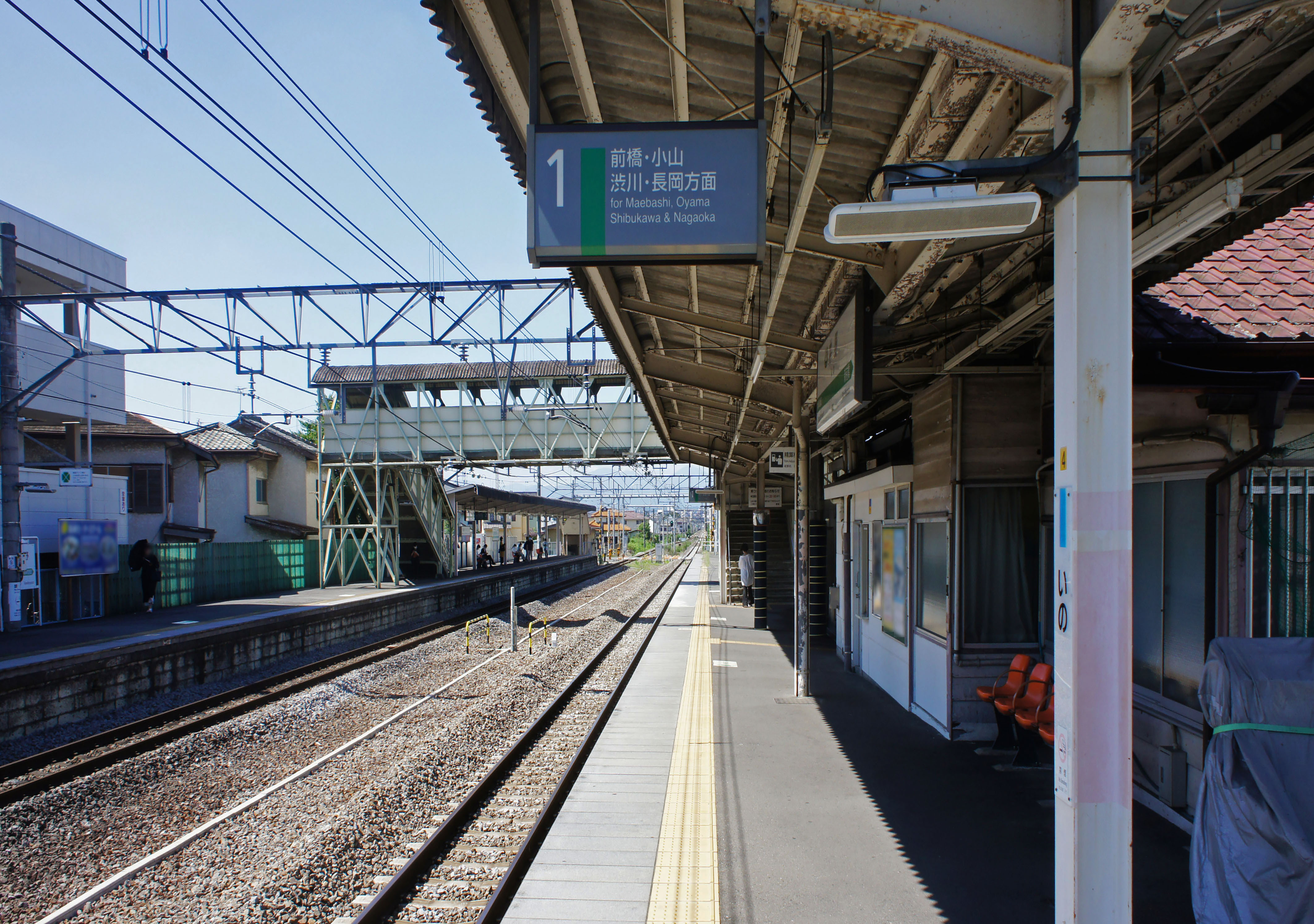
ホーム（2021年7月）

## 利用状況
JR東日本によると、2023年度（令和5年度）の1日平均乗車人員は2,058人である。
2000年度（平成12年度）以降の推移は以下のとおりである。
| 乗車人員推移       | 乗車人員推移     | 乗車人員推移    |
| 年度               | 1日平均 乗車人員 | 出典            |
| ------------------ | ---------------- | --------------- |
| 2000年（平成12年） | 3,134            | [ 利用客数 2 ]  |
| 2001年（平成13年） | 2,955            | [ 利用客数 3 ]  |
| 2002年（平成14年） | 2,888            | [ 利用客数 4 ]  |
| 2003年（平成15年） | 2,789            | [ 利用客数 5 ]  |
| 2004年（平成16年） | 2,809            | [ 利用客数 6 ]  |
| 2005年（平成17年） | 2,529            | [ 利用客数 7 ]  |
| 2006年（平成18年） | 2,422            | [ 利用客数 8 ]  |
| 2007年（平成19年） | 2,265            | [ 利用客数 9 ]  |
| 2008年（平成20年） | 2,230            | [ 利用客数 10 ] |
| 2009年（平成21年） | 2,123            | [ 利用客数 11 ] |
| 2010年（平成22年） | 2,042            | [ 利用客数 12 ] |
| 2011年（平成23年） | 2,036            | [ 利用客数 13 ] |
| 2012年（平成24年） | 2,024            | [ 利用客数 14 ] |
| 2013年（平成25年） | 2,118            | [ 利用客数 15 ] |
| 2014年（平成26年） | 2,059            | [ 利用客数 16 ] |
| 2015年（平成27年） | 2,090            | [ 利用客数 17 ] |
| 2016年（平成28年） | 2,102            | [ 利用客数 18 ] |
| 2017年（平成29年） | 2,129            | [ 利用客数 19 ] |
| 2018年（平成30年） | 2,181            | [ 利用客数 20 ] |
| 2019年（令和元年） | 2,155            | [ 利用客数 21 ] |
| 2020年（令和02年） | 1,649            | [ 利用客数 22 ] |
| 2021年（令和03年） | 1,809            | [ 利用客数 23 ] |
| 2022年（令和04年） | 1,946            | [ 利用客数 24 ] |
| 2023年（令和05年） | 2,058            | [ 利用客数 1 ]  |

## 駅周辺
- 高崎市役所中川サービスセンター
- 高崎井野郵便局
- 群馬県営住宅
- 国道17号
- 群馬県道12号前橋高崎線
- 群馬県道135号井野停車場線
- 井野川
- 高崎市内循環バスぐるりん「井野駅北」停留所

## その他
- 高崎市北東部の中川地区（旧群馬郡中川村）、井野川の北岸に位置する。高崎市内の駅としては最北端に位置している。

## 隣の駅
東日本旅客鉄道（JR東日本）
■上越線・■吾妻線（吾妻線は高崎駅 - 渋川駅間上越線）
高崎問屋町駅 - 井野駅 - 新前橋駅
■両毛線（新前橋駅 - 高崎駅間上越線）
新前橋駅 - 井野駅 - 高崎問屋町駅

### 記事本文
1. 1 2 3  祖田圭介 (2017-08-01). “上越線の線路をたどる”. 鉄道ピクトリアル (電気車研究会) No.934:  pp.49-67.
2. ↑  石野哲（編）『停車場変遷大事典 国鉄・JR編 Ⅱ』（初版）JTB、1998年10月1日、450頁。ISBN 978-4-533-02980-6。
3. ↑  “JR東日本路線図(関東)：JR東日本”.   東日本旅客鉄道. 2021年11月23日時点のオリジナルよりアーカイブ。2021年11月23日閲覧。
4. ↑  “ついに完成！長らく改修工事してた『井野駅』西口の新駅舎が開業してる。行ってみた。”. たかさき通信 - 群馬県高崎市の地域情報サイト (2022年3月23日). 2024年7月29日閲覧。
5. ↑  “時刻表 井野駅”.   東日本旅客鉄道. 2019年8月8日閲覧。

### 利用状況
1. 1 2  “各駅の乗車人員（2023年度）”.   東日本旅客鉄道. 2024年7月21日閲覧。
2. ↑  “各駅の乗車人員（2000年度）”.   東日本旅客鉄道. 2019年4月10日閲覧。
3. ↑  “各駅の乗車人員（2001年度）”.   東日本旅客鉄道. 2019年4月10日閲覧。
4. ↑  “各駅の乗車人員（2002年度）”.   東日本旅客鉄道. 2019年4月10日閲覧。
5. ↑  “各駅の乗車人員（2003年度）”.   東日本旅客鉄道. 2019年4月10日閲覧。
6. ↑  “各駅の乗車人員（2004年度）”.   東日本旅客鉄道. 2019年4月10日閲覧。
7. ↑  “各駅の乗車人員（2005年度）”.   東日本旅客鉄道. 2019年4月10日閲覧。
8. ↑  “各駅の乗車人員（2006年度）”.   東日本旅客鉄道. 2019年4月10日閲覧。
9. ↑  “各駅の乗車人員（2007年度）”.   東日本旅客鉄道. 2019年4月10日閲覧。
10. ↑  “各駅の乗車人員（2008年度）”.   東日本旅客鉄道. 2019年4月10日閲覧。
11. ↑  “各駅の乗車人員（2009年度）”.   東日本旅客鉄道. 2019年4月10日閲覧。
12. ↑  “各駅の乗車人員（2010年度）”.   東日本旅客鉄道. 2019年4月10日閲覧。
13. ↑  “各駅の乗車人員（2011年度）”.   東日本旅客鉄道. 2019年4月10日閲覧。
14. ↑  “各駅の乗車人員（2012年度）”.   東日本旅客鉄道. 2019年4月10日閲覧。
15. ↑  “各駅の乗車人員（2013年度）”.   東日本旅客鉄道. 2019年4月10日閲覧。
16. ↑  “各駅の乗車人員（2014年度）”.   東日本旅客鉄道. 2019年4月10日閲覧。
17. ↑  “各駅の乗車人員（2015年度）”.   東日本旅客鉄道. 2019年4月10日閲覧。
18. ↑  “各駅の乗車人員（2016年度）”.   東日本旅客鉄道. 2019年4月10日閲覧。
19. ↑  “各駅の乗車人員（2017年度）”.   東日本旅客鉄道. 2019年4月10日閲覧。
20. ↑  “各駅の乗車人員（2018年度）”.   東日本旅客鉄道. 2019年7月7日閲覧。
21. ↑  “各駅の乗車人員（2019年度）”.   東日本旅客鉄道. 2020年7月12日閲覧。
22. ↑  “各駅の乗車人員（2020年度）”.   東日本旅客鉄道. 2021年7月24日閲覧。
23. ↑  “各駅の乗車人員（2021年度）”.   東日本旅客鉄道. 2022年8月7日閲覧。
24. ↑  “各駅の乗車人員（2022年度）”.   東日本旅客鉄道. 2023年7月9日閲覧。